# Vinstra (stacja kolejowa)
Vinstra (nor: Vinstra stasjon) – stacja kolejowa w Vinstra, w regionie Oppland, w Norwegii. Znajduje się na Dovrebanen. Została otwarta w 1896 roku, kiedy linia kolejowa Eidsvoll – Dombås została zbudowana do Otta. Stacja Vinstra ma swoją informację turystyczną i służy jako stacja transportu publicznego kolejowego, autobusowego i taksówek. Stacja znajduje się 241 metrów nad poziomem morza i 266,60 km od Oslo Sentralstasjon.

## Ruch pasażerski
Stacja obsługuje 6 połączeń dziennie z Oslo S i Dombås oraz cztery z Trondheim S.

## Obsługa podróżnych
Wiata, poczekalnia, kasa biletowa, parking na 25 miejsc, parking rowerowy, telefon publiczny, kawiarnia, ułatwienia dla niepełnosprawnych, WC, punkt obsługi niemowląt, schowki bagażowe, kiosk, przystanek autobusowy, postój taksówek, informacja turystyczna.